# Yom Hashoa

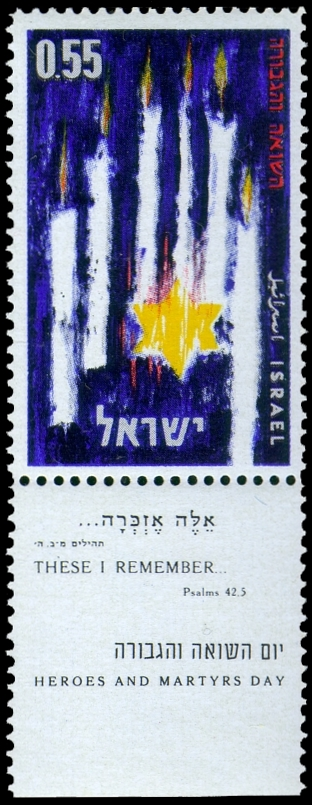
Marcă poștală emisă de poșta israeliană la 30 aprilie 1962 cu ocazia celebrării zilei Yom Hashoá

Yom Hashoá (în ebraică יום השואה, adică Ziua Catastrofei sau Ziua Holocaustului), prescurtare a denumirii Yom Hazikaron laShoá velaGvurá (יום הזיכרון לשואה ולגבורה - Ziua Amintirii Holocaustului și a Eroismului) este în Israel și într-o parte din comunitățile evreiești din Diaspora ziua comemorării celor aproximativ șase milioane de evrei care au pierit în Holocaust ca rezultat al acțiunilor Germaniei naziste și ale aliaților ei, precum și a comemorării rezistenței evreiești în acea perioadă.
Yom Hashoá este în Statul Israel o zi de doliu național. În 12 aprilie 1951 Knessetul a fixat data de 27 Nisan, după calendarul evreiesc ca zi oficială a comemorării Holocaustului. La 19 august 1953, Ziua Amintirii Holocaustului și a Eroismului a fost ancorată sub acest nume în legea Memorialului Yad Vashem. Yom Hashoá cade în ziua 27 Nisan a calendarului evreiesc (în aprilie-mai, după calendarul civil), cu excepția cazului în care 27 Nisan cade vinerea, sâmbăta sau duminica în care comemorarea este mutată cu o zi inainte sau înapoi, schimbare confirmată printr o lege din 1981Data de 27 Nisan a fost aleasă deoarece în luna Nisan a izbucnit Revolta din ghetoul Varșoviei.
La 4 martie 1959 Knessetul a adoptat legea care prevede modul de celebrare publică a zilei comemorării.
Mai multe țări și Organizația Națiunilor Unite au zile proprii de comemorare a victimelor Holocaustului, care se referă în primul rând la milioanele de victime din rândul poporului evreu, dar și la alți oameni supuși planurilor de exterminare naziste, precum romi și membri ai altor categorii etnice, (ex.prizonieri de război sovietici]),religioase, de orientare sexuală (de pildă homosexuali), sau handicapați (ex.înapoiați mentali și bolnavi psihici),  etc.

## Stabilirea datei

### Inițial -Comemorarea religioasă
În anul 1947 Șef Rabinatul Palestinei a înființat un comitet însărcinat cu alegerea unor date posibile pentru o zi memorială consacrată victimelor Holocaustului.Comitetul a propus ca data aleasă sa fie legată de anihilarea evreilor din Varșovia, care fuseseră înainte de al doilea război mondial, cu un număr de peste 350,000, a doua comunitate evreiască din lume, după New York. 
S-a propus data de 8 Av (după calendarul evreiesc), deoarece la 8 Av in 1942 au început naziștii deportarea evreilor din Varșovia spre lagărele de exterminare. Alta data a fost 14 Nisan, aniversarea zilei izbucnirii răscoalei din ghetoul evreiesc al Varșoviei (19 aprilie 1943).
Ambele date au fost respinse din motive religioase: 8 Av fiind o zi înaintea marelui post de Tisha B'Av consacrat distrugerii Templului din Ierusalim de către romani, iar 14 Nisan corespunzând ajunului sărbătorii de Pesah (Paștele evreiesc).
În decembrie 1949, Șef Rabinatul Statului Israel recent înființat,sub conducerea șef rabinilor Ben Tzion Meir Hai Uziel și Itzhak Halevi Herzog a decretat ca Ziua amintirii Holocaustului trebuie să fie 10 în luna Tevet (Asará beTevét), care este o zi de doliu și de post în memoria inceputului asediului Ierusalimului de către regele babilonean Nabucodonosor al II-lea la finele secolului al VI-lea î.e.n. 
Conform acestei decizii a rabinatului, prima ceremonie religioasă oficială de comemorare a Zilei Holocaustului a avut loc în Israel la 28 decembrie 1949. În acea zi rămășițele pământești a mii de evrei aduse de la Lagărul de concentrare Flossenbürg de lângă München, au fost aduse pentru înmormântare la un cimitir din Ierusalim. Ceremonia a fost prezidată de un rabin numit de Șef Rabinat, iar publicul credincioșilor a fost invitat să vegheze lângă criptă peste noapte. A doua zi dimineața s-a ținut la fața locului o slujbă divină și o lecție de Talmud. În seara aceea la ora 21.30 la Radio Vocea Israelului s-a transmis o emisiune specială despre Holocaust .
În decembrie 1950 s-au ținut circa 70 de asemenea ceremonii religioase pe tot cuprinsul Israelului, sub egida Șef Rabinatului, a asociațiilor fostelor comunități evreiesti din Europa și a armatei israeliene. Majoritatea au cuprins ceremonii de îngropare a unor rămășițe pamantesti ale celor pieriți  
Statul nu era încă implicat direct în aceste ritualuri.

### Zi de doliu național
În martie 1951 Knessetul a hotărât să ia un rol activ în organizarea unei comemorări oficiale anuale. În cadrul dezbaterilor prilejuite de aceasta, s-au propus trei date posibile: 10 Tevet, 14 Nisan (ajunul Pastelui) și 1 septembrie, ziua izbucnirii celui de-al Doilea Război Mondial.  
În aprilie 1951 a fost în cele din urmă aleasă ziua de 27 Nisan, deoarece ea se află la o săptămână după terminarea sărbătorii de Pesah, sărbătoarea Libertății (date simbolice prin prisma religioasă), și la o săptămână înaintea Zilei Amintirii Eroilor Israelului și a Zilei Independenței Israelului (date simbolice prin prisma națională), și cade in timpul numărătorii Omer care este în tradiția evreiască o perioadă de doliu. Ziua de 27 Nisan a devenit Yom Hashoá, care se celebrează până în zilele noastre.
Șef rabinatul a consacrat în cele din urmă ziua de 10 Tevet și ca zi a Kadishului (rugăciune de doliu) general pentru aceia care au fost omorâți în Holocaust, fără să li se știe ziua decesului.

## Ceremonia

### Primele ceremonii de stat
Rabinatul a continuat să dedice ziua de 10 Tevet victimelor Holocaustului a căror dată de deces este necunoscută.
În schimb la 27 Nisan, care a căzut în anul 1951 în data gregoriană de 3 mai, s-a celebrat prima ceremonie statală a Zilei Holocaustului.  
Principalul eveniment s-a desfășurat la Cripta Holocaustului de pe Muntele Sion la Ierusalim, cu participarea unor lideri sioniști care au rostit discursuri. Poșta israeliană a emis un plic comemorativ special, iar în kibuțul Yad Mordehay a fost dezvelită o statuie de bronz a lui Mordehai Anielewicz, conducător de seamă al Revoltei din ghetoul Varșoviei. Guvernul israelian a organizat o ceremonie de Ziua Holocaustului și la New York.     
În 1952 a fost plantată o padure memorială și s-au aprins șase făclii permanente în memoria celor șase milioane de evrei omorâți de naziști.

### Yad Vashem. Legile legate de Yom Hashoá
În 1953 Knessetul a înființat Institutul și Memorialul Yad Vashem, instituție dedicată memoriei victimelor Holocaustului. În anul 1953 s-a inițiat prima dată discutarea subiectului Holocaustului în școlile din Israel.   
În anul 1955 Institutul Yad Vashem a început adunarea de documente despre victimele Holocaustului. În acel an la ceremonia care a avut loc în pădurea memorială de la Ierusalim a luat parte întreaga conducere a Israelului: guvernul, judecătorii, parlamentarii și alți demnitari.  
În 1959 Knessetul, în timpul guvernării lui David Ben Gurion și a președinției lui Itzhak Ben Tzvi, a adoptat legea de instituire oficială a Yom Hashoá și a aprobat ținerea de ceremonii oficiale pe tot cuprinsul țării și adoptarea a unui moment de reculegere de două minute în întreaga țară, vestit de sirene. Ceremonii de Yom Hashoá sunt de atunci organizate și în instituțiile de învățământ.   
Din acel an s-a aplicat suspendarea în seara de ajun a zilei Holocaustului a orice activități și spectacole distractive în teatre și cinematografe, precum și, începând din 1961, închiderea restaurantelor, cafenelelor, barurilor și cluburilor. Steagurile au fost coborate în bernă. In 1959 a avut loc și o paradă la Tel Aviv a veteranilor celui de al Doilea Război Mondial, dar acest obicei nu a fost păstrat. În 1968 de Yom Hashoá primul ministru al Israelului de atunci, Levi Eshkol a conferit primele medalii de „Luptător contra nazismului” unor veterani ai războiului antihitlerist.
Începând din 1971 televiziunea de stat israeliană a început transmiterea în direct a ceremoniei oficiale din Ierusalim cu ocazia Yom Hashoá. Principalele canale de televiziune înființate cu timpul în Israel, transmit în această zi in afara ceremoniilor oficiale, emisiuni legate în principal de Holocaust.

## Ceremonia oficială în Israel
Yom Hashoá începe in Israel la apusul soarelui, în ajunul zilei ebraice 27 Nisan (cu excepțiile arătate) printr- ceremonie de stat oficială în piața numită după Ghetoul Varșoviei de la Yad Vashem, Memorialul martirilor și eroilor Holocaustului de la Ierusalim. În cursul ceremoniei steagul național este coborât în bernă, președintele și primul ministru al Israelului rostesc discursuri, supraviețuitori ai Holocaustului aprind șase făclii simbolizând cele șase milioane de fii și fiice ale poporului evreu omorâți în Holocaust, iar șefii rabini ai Israelului recită rugăciuni.  
De Yom Hashoa au loc ceremonii sau servicii religioase în școli, baze militare și alte organizații publice și comunitare.  
În ajunul zilei de Yom Hashoá, locurile de distracții publice sunt închise conform legii.Televiziunea transmite filme documentare și programe de interviuri legate de Holocaust, pe canalele de radio se transmite o muzică liniștită. Steagurile pe clădirile publice sunt coborâte în bernă. La ora 10 dimineața în întreaga țară răsună sirene, iar cetățenii, oriunde se află, se opresc din activitate, se ridică sau ies din automobile, păstrând în picioare un moment de reculegere de două minute, atâta timp cât sună sirena.
Începând din anul 1989. Knessetul, în cooperare cu Institutul Yad Vashem, organizează ceremonia Fiecare avea un nume în care sunt rostite cu voce tare toate numele știute ale persoanelor omorâte în cursul Holocaustului poporului evreu

## Yom Hashoá și colectivitățile evreiești din lume

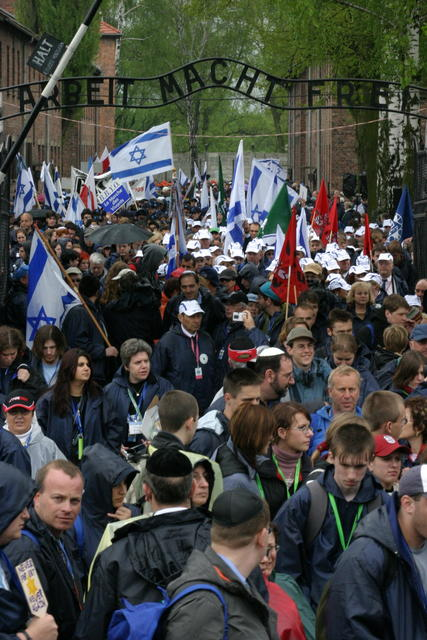
Marș al vieții la Auschwitz în 2005

Evreii din Diaspora care păstrează legatura cu comunitățile evreiești locale pot în mod voluntar participa de Yom Hashoá la ceremonii, priveghi comunale, conferințe sau programe educative. Programe de Yom Hashoa cuprind întâlniri cu supraviețuitori ai Holocaustului sau urmași ai acestora, recitări de psalmi, cântece și lecturi relevante, vizionari de filme artistice sau documentare pe tema Holocaustului. Uneori se caută perceperea mai concreta și emoțională a pierderii vieților prin citirea numelor victimelor. Numeroase scoli evreiești acordă un spațiu programelor educative despre Holocaust.
Cu ocazia Yom Hashoá. zeci de mii de liceeni israelieni, mii de evrei si ne-evrei din lume, participa la Auschwitz la ceremonia memoriala cunoscută  sub numele de Marșul vieții (nume ales in contrast cu „marșurile morții” organizate de naziști cu ocazia transferării deținuților din lagăre dintr-un loc într-altul). Acest eveniment este sprijinit si sponsorizat de Ministrul israelian al învățământului și de organizația  „Holocaust Claims Conference”  a Congresului Mondial Evreiesc, reprezentând culminarea unui curs de câteva luni despre cel de al doilea război mondial și Holocaust

### Iudaismul ortodox
Decizia Knesetului din 21 aprilie 1951 de a alege 27 Nisan ca Yom Hashoa a făcut abstracție de hotărârea prealabilă a Șef Rabinatului din 1949.  
O parte din evreii ortodocși, în tabăra național-religioasă (sionismul religios), comemorează și ei Holocaustul cu ocazia Yom Hashoá.
În spiritul tradiției ortodoxe evreiești, Șef rabinatul Israelului la început și diverși rabini ortodocși s-au împotrivit comemorării Holocaustului în luna Nisan, care este, în general, (în ciuda numărătorii Omer) o lună a veseliei, asociată cu sărbătoarea de Paște și cu mântuirea mesianică.
Ulterior Șef rabinii Israelului au devenit și ei participanți la ceremoniile oficiale de Yom Hashoá.
Rabinul Avraham Yeshaya Karelitz, cunoscut sub numele Hazon Ish, una din proeminentele figuri ale iudaismului ultraortodox, a fost de părere că în epoca contemporană nu mai există o autoritate care să poată institui noi zile de doliu colectiv pentru generațiile urmatoare, așa cum a fost în antichitate.
Câțiva rabini ultraortodocși ca Michael Dov Ber Weissmandl, Shlomo Halberstam (al treilea rabin din Bobov), Shimon Schwab, au scris elegii religioase - kinnot-  închinate martirilor Holocaustului, care au fost intercalate în ceremonialul postului de 9 Av. 
Alți evrei ortodocși, mai ales ultraortodocși, din obști haredim, inclusiv hasidim au stabilit zile de comemorare proprii.
Alții din rîndurile lor s-au pronunțat pentru comemorarea victimelor Holocaustului în zilele de doliu colectiv stabilite in vechime: 9 Av Tisha be'av în vreme de vară și 10 Tevet în vreme de iarnă.
Câteva grupări ultraortodoxe între care hasidimii din Satmar isi reamintesc de victimele Holocaustului in ziua de 20 Sivan, zi de post istoric, care comemora pe evreii pieriți de mâna cruciaților în Europa și Palestina și de cea a ucrainenilor conduși de Bogdan Hmelnițki în 1648.
Hasidismul Slonim a stabilit ca Zi a Amintirii 6 Heșvan, ziua lichidării lagărului Koldicevo, în care au fost omorâți mulți din hasidimii Slonim în frunte cu rabinul lor, Shlomo Yehoshua Weinberg.
Unele cărți de rugăciune ortodoxe moderne recomandă rostirea anumitor rugăciuni sau psalmi cu ocazia Yom Hashoá.
În vreme ce majoritatea evreilor ortodocși moderni, sioniști religioși și neo-ortodocși respectă momentul public de reculegere la sunetul sirenei de Yom Hashoá, în ariile locuite de evreii ultraortodocși (haredim) ziua de Yom Hashoá este cu totul ignorată. Oamenii nu se opresc la auzul sirenei, acest lucru fiind considerat un obicei păgân, neevreiesc. Nerespectarea Zilei de Yom Hashoá de către ultraortodocși este unul din punctele de fricțiune dintre aceștia și restul populației evreiești.

### Iudaismul conservativ, reformat și reconstrucționist

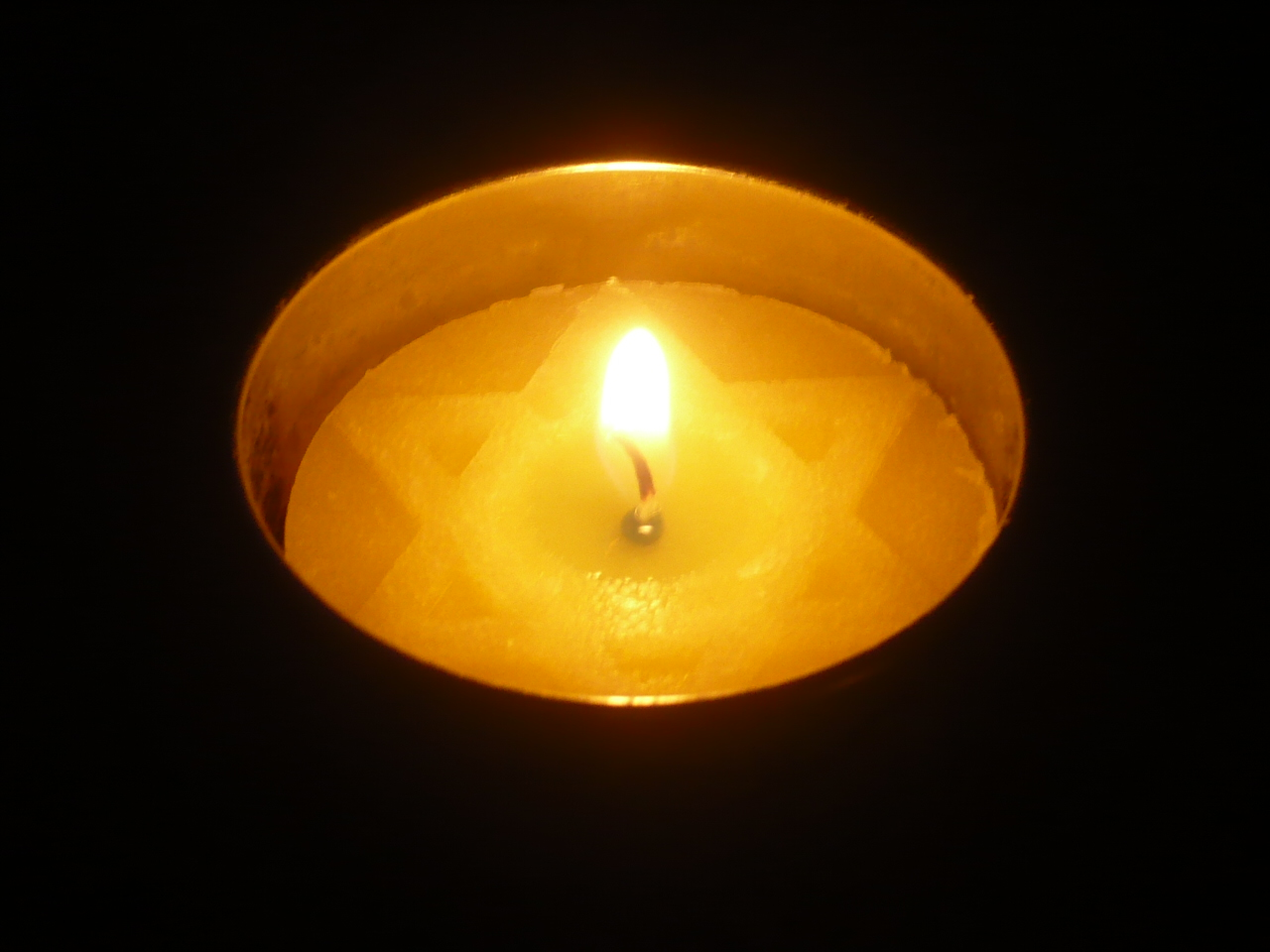
Lumănarea galbenă de Yom Hashoa, cu steaua lui David

Rabinul Ismar Schorsch , fost cancelar al Seminarului Teologic Evreiesc JTS, era de părere că postul de 9 Av ar fi fost cel mai potrivit pentru comemorarea Holocaustului.
Federația Cluburilor Bărbaților Evrei FJMC din Statele Unite a decis crearea unui proiect special de Yom Hashoá, incluzând folosirea unor lumânări galbene  ,rugăciuni și meditații speciale. În 2011 s-au introdus lumânări galbene (Ner Katan) și cu ocazia comemorării Nopții de cristal și a altor date din istoria Holocaustului. 
În 1984 rabinul David Golinkin de la Institutul Schechter din Ierusalim s-a pronunțat pentru posturi comemorative colective, care, după opinia sa , erau obișnuite în comunități greu încercate și în perioada premodernă.    
Mișcarea iudaismului conservativ (Masorti) din Israel a inițiat scrierea unui sul special „Megillat Hashoá” și a unor pasaje de lectura liturgică, cu concursul unor personalități din Israel, S.U.A. și Canada.
În ultimele decenii ale secolului al XX-lea  toate cărțile de rugăciune (sidurim) ale curentelor liberale din America de Nord - conservativ, reformat și reconstrucționist,au fost prevăzute cu servicii liturgice pentru Yom Hashoá. 
Aceste servicii includ:
- Aprinderea de lumânări
- Citirea unor poezii relevante -de pildă „Cred în soare, chiar dacă nu strălucește/Cred în dragoste chiar dacă nu o simt/Cred în Dumnezeu, chiar dacă tace”(versuri scrijelite de un deținut pe un zid la Auschwitz)
- rugăciunea El Male Rahamim (Dumnezeu, cel preamilostiv)
- rugăciunea de doliu Kadish

În cărțile de rugăciune „Sim Shalom” și „Va'ani Tefilati” de rit conservativ s-a adaugat un pasaj special în cadrul rugăciunii „Shoméa Tefilá” sau „Birkat Hatzadikim”
În anul 1988 Mișcarea Iudaismului Reformat american a publicat cartea „Șase Zile de Distrugere” a lui Elie Wiesel și Albert Friedlander care conțin povestirile unor supraviețuitori ai Holocaustului juxtapuse celor șase zile ale creației din cartea biblică a Facerii. 
Compozitorul și cantorul Daniel Gross,care slujește ca hazan (cantor) al Sinagogii Adat Shalom din Farmington Hills, Michigan, a compus în anul 2009 o liturgie muzicală menită să fie folosită în sinagogile liberale de Yom Hashoá:I Believe - A Shoah Requiem, un oratoriu a cappella pentru cantor, soprană solo, cor de adulți și cor de copii. Lucrarea conține texte traditionale de doliu din cartea de rugăciune evreiască , precum „Kadish yatom”, „El Male Rahamim”, texte de Paul Celan și Primo Levi. Ea a fost executată în premieră mondială la Orchestra Hall a centrului de muzică Max M.Fisher din Detroit.

## Comemorarea Holocaustului în lume

#### Statele Unite
În 1961 prin decizia guvernatorului statului New York, Nelson Rockefeller 19 aprilie a fost decretată Zi a Amintirii Ghetoului din Varșovia în  Statul New York. 
La 1 noiembrie 1978 președintele Jimmy Carter a semnat un ordin executiv care a declarat zilele de 28 si 29 aprilie „Zile de Comemorare a victimelor Holocaustului" (Days of Remembrance of Victims of the Holocaust) conform cu data eliberării Lagărului de concentrare Dachau de către armata americană în anul 1945. Prima din aceste zile de comemorare a fost celebrată în anul 1979 printr-o ceremonie la sala Rotunda a Capitolului, sub auspiciile lui Carter. 
În toamna anului 1979 o comisie prezidențială a chemat la crearea în Statele Unite a unui Consiliu pentru Memoria Holocaustului, menit să supravegheze comemorarea Zilelor de 28-29 aprilie în fiecare din statele Statelor Unite și stabilirea unui memorial national al Holocaustului la Washingron DC.
Consiliul respectiv a fost infiintat in anul 1980. 
Din 1980 s-au instituit 8 zile de comemorare a Holocaustului începând cu duminica dinaintea Zilei israeliene a Holocaustului - Yom Hashoá.
La 30 aprilie 1981 s-a ținut sub auspiciile Consiliului pentru Memoria Holocaustului, prima ceremonie națională a comemorării Holocaustului la Casa Albă, când președintele Ronald Reagan și-a făcut prima apariție publică după recentul atentat contra sa.

#### Canada
Începând din 2004 în Canada victimele Holocaustului sunt comemorate oficial de ziua de Yom Hashoá - 27 Nisan, după calendarul evreiesc

#### Franța
În anul 1993 președintele francez François Mitterrand a proclamat 16 iulie ca zi națională de comemorare a victimelor evreiești ale regimului pronazist de la Vichy.
Aceasta era data la care în 1943 poliția și jandarmeria franceză a arestat un număr mare de evrei din Paris și suburbii și i-a deportat în lagărele morții naziste, unde au fost omorâți majoritatea.

#### România
În 2004 România a adoptat o Zi națională a Memoriei Holocaustului, pentru aceasta fiind aleasă cea de 9 octombrie, dată la care în 1942 evrei din părți, mai ales răsăritene, ale României au fost deportați de regimul Antonescu în lagărele și ghetourile din Transnistria.

#### Ungaria
Ungaria a fixat ca zi națională a Memoriei Holocaustului ziua de 16 aprilie (1944) - ziua înființării de către guvernul de orientare nazistă Döme Sztójay a primului ghetou evreiesc la Munkács (azi Mukaceve) ca unul din primi pași spre genocidul evreilor din Ungaria.

#### Austria
În Austria Holocaustul este comemorat la 5 mai , deoarece 5 mai 1945 a fost data eliberarii lagărului de concentrare Mauthausen.

#### 27 ianuarie
Începând din anul 1996, Germania a adoptat ca Zi de comemorare a Victimelor Național Socialismului (Tag des Gedenkens an die Opfer des Nationalsozialismus) data de 27 ianuarie, aniversarea eliberarii Lagărului de exterminare Auschwitz-Birkenau de către armata sovietică în anul 1945. Ziua este marcată de o ceremonie în Parlamentul Germaniei și de evenimente culturale pe tot cuprinsul Germaniei.
Suedia a adoptat și ea ziua de 27 ianuarie ca Zi memorială a Holocaustului, ea fiind celebrată anual începând din 1999.
În 2001 27 ianuarie începe sa fie comemorat și în Marea Britanie, iar in 2004 în Grecia.
În anul 2005 Adunarea Generală a Organizației Națiunilor Unite a adoptat rezoluția 60/7, prin care a declarat 27 ianuarie Ziua Internațională a Amintirii Holocaustului. În acelaș an și Uniunea Europeană, și Italia și Republica Cehă au adoptat și ele 27 ianuarie ca zi oficială a Amintirii Holocaustului.
În 2004 Israelul a adoptat ziua de 27 ianuarie ca zi oficială a Luptei contra antisemitismului.